# Molnár Zoltán (költő)
Molnár Zoltán (Marosvásárhely, 1972. január 5. – Pécs, 1995. július 12.) erdélyi születésű magyar költő.

## Élete
1972. január 5-én született az erdélyi Marosvásárhelyen. Középiskolai tanulmányait 1990-ig a csíkszeredai Matematika-Fizika Líceumban (ma Márton Áron Gimnázium) végezte 1990. februárjáig, amikor az egész család áttelepedett Magyarországra, Komlóra.  A pécsi Nagy Lajos Gimnáziumban érettségizett. 1991-től egy évig a Pécsi Tudományegyetem Állam- és Jogtudományi Karának hallgatója volt. 1992-től a Bölcsészettudományi Karon az esztétika szakra járt. Rákos betegségéről 1992 nyarán szerzett tudomást, ekkor kezdődött az az élet-halál harc, amelyet három éven át vívott, s amelynek ideje alatt „érett korszakának” verseit írta. 1995. július 12-én halt meg, 23 évesen.

## Munkássága

### Versei
- 1993-ban a Helikon című kolozsvári irodalmi folyóiratban jelentkezett. Verseit közölte a Szép Literatúrai ajándék (Pécs), Korunk (Kolozsvár), Látó (Marosvásárhely), Sétatér (Pécs), Pécsi Campus folyóiratok.
- Közéleti napilapokban is jelentek meg versei: Hargita Népe (Csíkszereda), Komlói Újság (Komló), Dunántúli Napló (Pécs).

### Önálló kötetei
- Az utolsó előtti mosoly. Versek (Mentor Kiadó, Marosvásárhely, 1997)
- Torzó. Versek (Pallas-Akadémia Könyvkiadó, Csíkszereda, 2005)
- Mint csillag az égen; szerk. Lövétei Lázár László, előszó Borbély Botond (Gutenberg Grafikai Műhely és Nyomda, Csíkszereda, 2010)